# Bertrand Delanoë
Bertrand Delanoë (født 30. maj 1950 i Tunis, Tunesien) er en fransk politiker (Parti Socialiste), der i årene 2001-2014 var borgmester i Paris. Delanoë er søn af en tunesisk-fransk far og en fransk mor og har boet i Frankrig siden teenageårene. Han blev politisk aktiv som 23-årig, da han blev sekretær i socialistpartiet i Aveyron. I 1977 blev han for første gang valgt til byrådet i Paris, og i 1993 blev han formand for Parti Socialiste i Paris. Han blev valgt til Senatet i 1995, hvor han er formand for udenrigs- og forsvarsudvalget.
Bertrand Delanoë var den første franske politiker, der stod frem som homoseksuel. Det skete i en debat på tv-stationen M6 i 1998. Delanoë har ikke selv været aktiv i organisationer, der kæmper for homoseksuelles rettigheder, men i sin tid som borgmester  øgede han bevilligerne til dem samt til de organisationer, der kæmper mod aids. Under festivalen Nuit Blanche i oktober 2002 blev Delanoë stukket ned med kniv og måtte tilbringe to uger på sygehuset. Gerningsmanden sagde til politiet, at han hadede både politikere og homoseksuelle.
Den 18. marts 2001 tiltrådte Delanoë som borgmester i Paris. Han var den første venstreorienterede borgmester siden Pariserkommunen i 1871. Delanoë ledede en koalition, der foruden Parti Socialiste omfattede det grønne parti Les Verts og Parti communiste français. Han iværksatte flere opsigtsvækkende projekter, bl.a. en strand ved bredden af Seinen hver sommer, som giver de parisere, der ikke tog på ferie havde mulighed for at solbade tæt på byen. Som led i hans målsætning om at reducere trafikken i byen er der indført byckler, som er placeret ved alle stationer omkring Paris, ligesom Tramway Parisien har fået en ny tredje linje, der som den eneste betjener byens centrum. Han stod ligeledes bag Paris' ansøgning om at blive værtsby for Sommer-OL 2012, hvor IOC valgte London.
Delanoë blev genvalgt i 2008 med 57,7% af stemmerne og var borgmester frem til april 2014, hvor han afløstes af partifællen Anne Hidalgo.